# Operación Copperhead

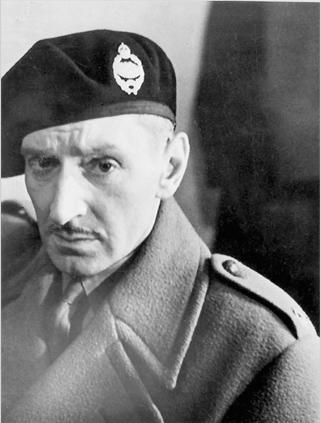
Clifton James, disfrazado de Montgomery, 1944

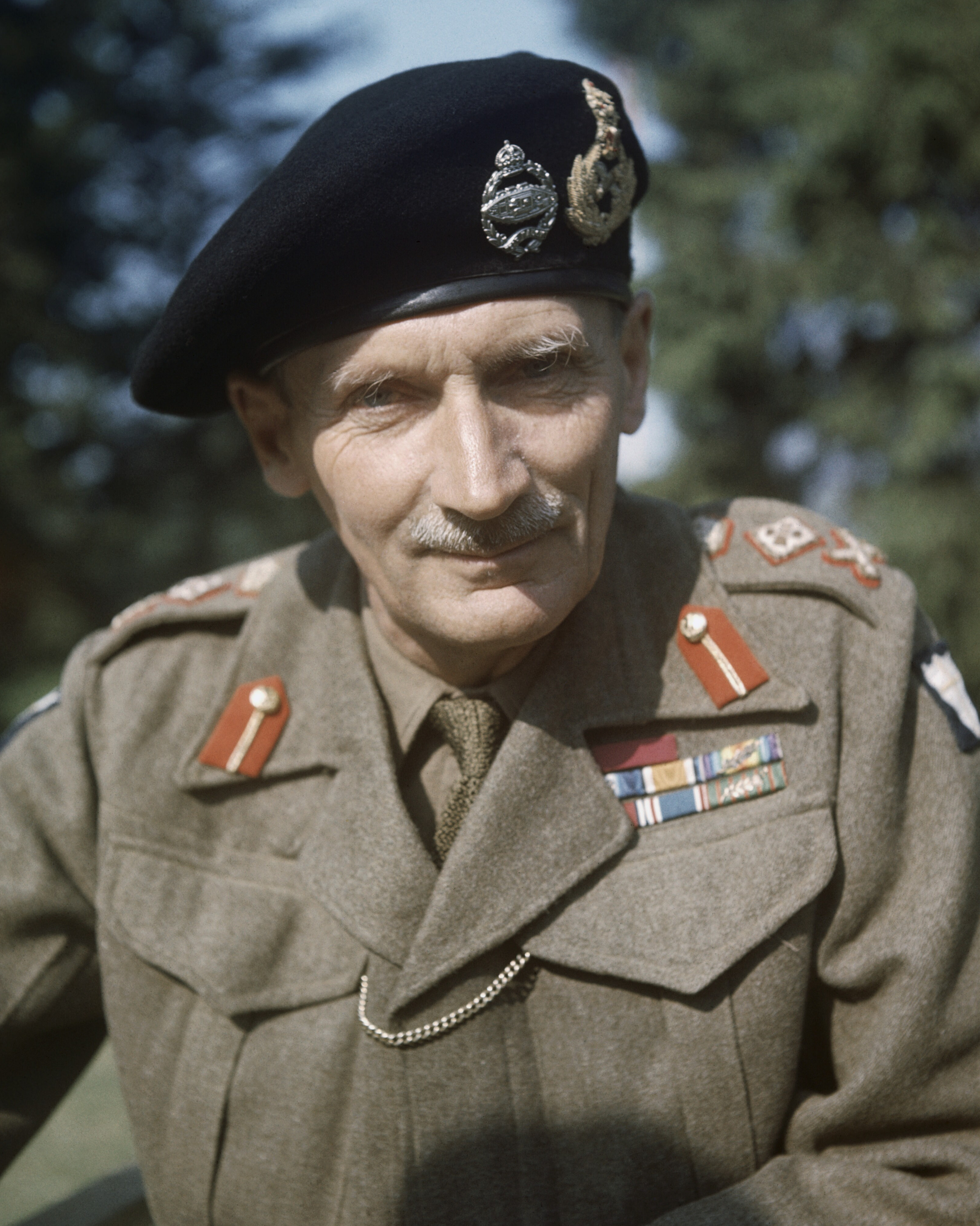
Montgomery, fotografiado en 1943

La Operación Copperhead (en inglés: Operation Bodyguard) fue una pequeña operación militar de engaño llevada a cabo por los británicos durante la Segunda Guerra Mundial. Formaba parte de la Operación Bodyguard, cuyo objetivo era confundir al alto mando alemán en la fecha y lugar de la invasión del noroeste de Europa. La Operación Copperhead tenía la intención de confundir a la inteligencia alemana en cuanto a la ubicación del General Bernard Montgomery y fue ideada por Dudley Clarke a principios de 1944 tras haber visto la película Five Graves to Cairo.
El alto mando militar esperaba que Montgomery, uno de los comandantes aliados más reconocidos, tuviera un papel clave en cualquier avance en el Canal de la Mancha. Clarke y los demás organizadores del engaño concluyeron que una aparición notoria fuera de Inglaterra sugeriría que la invasión aliada no sería inminente. Para realizar esta tarea encontraron un doble apropiado, Clifton James, quien pasó un periodo corto de tiempo junto a Montgomery para familiarizarse con el modo de actuar del General. El 26 de mayo de 1944, James viajó primero a Gibraltar y posteriormente a Argelia, haciendo apariciones donde los aliados sabían que agentes de la inteligencia alemana lo verían. Después voló secretamente a El Cairo y permaneció oculto hasta la aparición pública de Montgomery en Normandía posterior a la invasión.
La operación no pareció tener un impacto significativo en los planes alemanes y no fue informada a superiores en la cadena de mando. Fue ejecutada unos días antes del día D paralelamente a otras operaciones de engaño aliadas. La inteligencia alemana pudo haber sospechado el engaño o no atribuyó mucha importancia a la visita. Tras la guerra James escribió un libro sobre la operación, Yo fui el doble de Montgomery, que posteriormente fue adaptado al cine, con el propio James en el papel principal.

## Preludio
Preparando la invasión de Normandía, los países aliados llevaron a cabo una compleja serie de engaños bajo el nombre en clave de Bodyguard. El objetivo último del plan era confundir al alto mando alemán respecto a la ubicación exacta y la fecha de la invasión. Se dedicó bastante tiempo a crear el Primer Grupo de Ejército de Estados Unidos, un grupo de ejércitos ficticio, junto con otros engaños políticos y visuales, con el fin de hacer creer a las fuerzas alemanas que la invasión aliada llegaría por el Paso de Calais. Copperhead fue una pequeña parte de Bodyguard ideada por Dudley Clarke. Previamente, Clarke había concebido la idea de engaño estratégico, creando un departamento de engaño en El Cairo, Egipto llamado Fuerza 'A'. Clarke y la Fuerza 'A' no estaban oficialmente a cargo de la planificación de Bodyguard (un rol que asumió la London Controlling Section), pero debido a la ubicación del engaño, la Fuerza 'A' organizó gran parte de la Operación Copperhead.
En una visita a Nápoles en enero de 1944 Clarke vio la película Cinco Tumbas a El Cairo, en la que el actor Miles Mander hace una pequeña aparición como Bernard Montgomery. En la película un personaje se hace pasar por otro y Clarke sugirió intentar el mismo engaño en la vida real. Propuso una operación para confundir a los mandos alemanes sobre la ubicación de Montgomery en los días previos al desembarco de Normandía (con el nombre en clave de Operación Neptuno).
Montgomery era uno de los comandantes más notorios del bando aliado y los altos mandos alemanes esperaban que estuviera presente en caso de una invasión de Francia. Clarke esperaba que la aparente presencia de Montgomery en Gibraltar y África reforzara la idea de que los aliados podrían estar planeando un desembarco por el sur de Francia, como parte de la Operación Vendetta, en vez de a través del canal de la Mancha. En la ciudad de Londres durante el mes de febrero de 1944, Clarke, la London Controlling Section y la Ops (B) esbozaron Copperhead como apoyo a Vendetta.

## Operación
Mander, el actor de Cinco Tumbas al Cairo se encontraba en Hollywood pero resultó ser demasiado alto. Otro doble fue seleccionado, pero antes de ser llamado para la operación se rompió una pierna en un accidente de moto. Finalmente, el Teniente Coronel J. V. B. Jervis-Read, director del Ops (B), vio una fotografía de Meyrick Clifton James en el News Chronicle. James, de Australia, había sido actor durante 25 años antes de que empezara la guerra, y en ese momento estaba asignado al cuerpo financiero del Ejército Británico. Le pidieron al Coronel David Niven, un reconocido actor británico, que contactara con James y le ofreciera una audición para futuras películas del ejército. Cuando llegó a la reunión, le explicaron a James cual sería su verdadero papel.
James no era un doble perfecto de Montgomery. Perdió un dedo durante la Primera Guerra Mundial, por lo que le tuvieron que hacer una prótesis. Tampoco había volado antes, por lo que Dennis Wheatley, de la London Controlling Section, llevó a James a un vuelo de prueba para asegurarse de que no sufriera de mareos al volar. Finalmente, James era un bebedor habitual y fumaba cigarrillos, mientras que Montgomery era abstemio y no le gustaba fumar. Los organizadores del engaño estaban preocupados porque pudieran ver a James bebiendo, y fracasara así el plan. Pese a estos obstáculos, y con el visto bueno de Montgomery, el plan siguió adelante. Para meterse en el personaje, James paso algún tiempo con el general, haciéndose pasar por periodista, para estudiar su comportamiento y sus gestos.
Los organizadores del engaño usaron su red de agentes dobles para extender la idea de que Montgomery lideraría fuerzas terrestres durante la invasión. Entonces, el 26 de mayo de 1944, James voló por la noche a Gibraltar, donde los alemanes tenían un puesto de observación controlando el aeropuerto desde la frontera española. El avión tuvo que volar en círculos durante una hora para que James, que había escondido una botella de ginebra, recobrara la sobriedad. Posteriormente, asistió a un desayuno con el Gobernador británico de Gibraltar, Sir Ralph Eastwood, antes de salir de nuevo hacia el aeródromo. Los aliados lo habían organizado de manera que, Ignacio Molina Pérez, un agente del servicio de inteligencia militar español que se sabía que actuaba como espía para los alemanes, visitara la casa del Gobernador. Después de observar a James partir, Molina cruzó la frontera apresuradamente para hacer una llamada a su contacto de la inteligencia alemana.
Más tarde James voló hacia Argelia, donde fue recibido públicamente en el aeropuerto y llevado en coche para encontrarse con el General Maitland Wilson, aparentemente a una reunión para hablar sobre operaciones en el sur de Francia. Pero James no acudió a dicha reunión, sino que fue ocultado en un pueblo remoto por el miembro de la Fuerza 'A' Rex Hamer. Hay rumores que sugieren que se hizo así porque James había sido visto fumando y tambaleándose por Argelia, por lo que los organizadores del engaño decidieron abreviar sus apariciones en público. Cualquiera que fuese la razón, al día siguiente, James voló a El Cairo, donde permanecería oculto hasta que se hiciera pública la presencia de Montgomery en Francia. Mientras tanto, se usaron agentes dobles en el norte de África para prolongar la farsa unos días más, dando indicios de que Montgomery permanecía aún en la zona.

## Impacto
El impacto de Copperhead no está claro. La visita fue informada a través de la cadena de mando y algunos agentes dobles recibieron solicitudes de información sobre los movimientos de Montgomery. Sin embargo, no hay pruebas de que la presencia de Montgomery afectara a la visión alemana del riesgo inminente de invasión. En un escrito de 2011, Joshua Levine atribuye esto a que el engaño se produjo diez días antes del Día D, argumentando que no existe motivo para que el hecho de hacer una visita rápida al norte de África descartara una invasión inminente.
Otro factor fue que, a principios de mayo de 1944, un agente no controlado en España (quien vendía datos ficticios de inteligencia a los alemanes) había pasado detalles de una reunión en Gibraltar de altos cargos militares del bando aliado. Documentos encontrados tras la guerra indican que esta información les pareció sospechosa a los alemanes y quizá trataron la aparición de Montgomery del mismo modo. Aunque numerosos agentes dobles recibieron peticiones urgentes del Abwehr sobre su paradero no parece que esta información fuera trasmitida a los mandos alemanes en Francia. Según generales enemigos capturados, la inteligencia alemana creyó que era Montgomery, pero aun así supusieron que era un estratagema. El plan de engaño Bodyguard fue un éxito y confundió a los mandos alemanes sobre las intenciones aliadas, pero la llegada de Montgomery a Gibraltar no fue de gran relevancia en dicho éxito.
James no disfrutó de la experiencia, aunque recibió durante la operación una paga (£10 al día) igual a la de Montgomery, resultó ser una tarea de mucho estrés. Después de la aparición pública de Montgomery en Normandía, James volvió a Inglaterra y reanudó su labor en los cuerpos financieros del Ejército Británico. Le pidieron también que no hablara de la operación. Dennis Wheatley, en sus memorias, comentó que James había recibido un trato "pobre" dados sus esfuerzos.

## Representaciones posteriores
En 1954 James escribió un libro sobre la operación, titulado Yo fui el doble de Montgomery (en inglés: I Was Monty's Double y publicado en Estados Unidos con el título The Counterfeit General). El gobierno británico no intentó evitar la publicación y en 1958 el libro fue adaptado al cine. James fue el protagonista representándose tanto a él mismo como a Montgomery, junto a John Mills en el papel de agente de inteligencia.